# Heroína
Heroína és una pel·lícula espanyola de 2005 dirigida per Gerardo Herrero, sobre la lluita d'una mare per salvar al seu fill de la drogoaddicció.

## Argument
La pel·lícula transcorre a la fi dels anys 80 a Galícia. Els narcotraficants es passegen per Galícia mentre van enganxant centenars de joves a les drogues. Fito és un d'ells. La seva mare Pilar està desesperada. Al principi roba diners o objectes per a després vendre'ls, de casa. El problema arriba quan comença a atracar persones o bancs.
Per a Pilar el seu fill, com el de molts altres toxicòmans, no és un delinqüent més, sinó un malalt. Crea una associació amb l'ajuda d'altres mares, arribant a denunciar pel judicial a aquests narcos. És per això que la seva vida i la de la seva família canvia radicalment en rebre constantment amenaces. Aquestes amenaces es materialitzen quan un dels narcotraficants dona el bufo a la policia de Fito atracarà un banc, aconseguint que la policia ho detingui amb facilitat. Durant el judici, al qual acudeix Pilar amb diverses mares de l'associació, es descobreix que les proves que tenia la defensa gravades en casset s'han esborrat. Les mares dedueixen que un dels narcotraficants ha subornat a un funcionari i es produeix un altercat tremend després del qual arresten a Pilar i a la seva sòcia Fina. Condemnen Fito a cinc anys de presó.
Pilar manté una actitud hostil enfront dels funcionaris i policies de la presó, que li ocasiona moments tibants. Després de sortir de presó, redobla els seus esforços per tirar endavant l'Associació d'Ajuda al Toxicòman i conscienciar a la gent dels problemes de les drogues mitjançant manifestacions, entrevistes amb polítics i declaracions a la premsa. Aquesta dedicació li causa un atemptat als frens del seu cotxe, del qual aconsegueix escapar il·lesa i tibantors amb el seu marit Germán (que sent que la seva lluita li impedeix dedicar temps a la seva relació) i la seva sòcia (que arriba a dir-li que està usant el dolor del seu fill per a créixer en política).
Fito compleix la seva condemna, però torna a realitzar un atracament. Pilar i Germán aconsegueixen destruir les proves (abandonen el cotxe de l'atracament en un descampat i tiren la matrícula a la mar) i el seu fill surt de la presó per a ingressar en un centre de desintoxicació.

## Repartiment
- Adriana Ozores - Pilar
- Javier Pereira - Fito
- Carlos Blanco Vila - Germán
- María Bouzas - Fina
- Luis Iglesia - Juanjo
- César Cambeiro - José
- Camila Bossa - Gloria
- Víctor Vázquez - Manuel
- Miguel Bua - Esteban
- Carlos Sante - Doro
- Tatán - Antón
- Lois Soaxe - Legionario
- Rosa Álvarez - Teresa
- Tamara Canosa - Nati
- Alberte Cabarcos - Kiko

## Comentaris
Basat en la vida de Carmen Avendaño que va fundar l'Associació d'Ajuda al Toxicòman ÉRGUETE Arxivat 2012-12-26 a Wayback Machine..
El personatge de Cándido Pazó és Sito, un narcotraficant amb moltes influències que en la vida real representa a Laureano Oubiña.
La banda sonora està composta per temes de Siniestro Total i Golpes Bajos. També apareix el tema Se dejaba llevar d'Antonio Vega que parla dels problemes amb la droga.

## Crítica
Les crítiques de la pel·lícula van ser bastant negatives. Javier Ocaña va escriure en El País: "la falta de profunditat política, l'absència de gust pel detall, alguns problemes d'interpretació (i/o de direcció d'actors) i el perfil caricaturesc d'alguns personatges acaben amb les possibilitats d'una història que s'antulla apassionant, però que en la pantalla mai ho és". Carlos Aguilar a la seva Guía del cine español va qualificar el llargmetratge de "bast, més aviat acadèmic".
La pàgina de crítica "La Butaca" també va opinar que: "la posada en escena no aconsegueix superar cert envarament i artifici", ncara que d'altra banda també diu que encerta "en mantenir la mirada materna com a finestra des de la qual contemplar tots els esdeveniments, i al no deixar-se arrossegar per subtramas que haguessin diluït i llevat força al nuclear". En el que sí que van coincidir els crítics va ser a lloar la interpretació d'Adriana Ozores.

## Premis
Goya 2005
| Categoria     | Persona        | Resultat  |
| ------------- | -------------- | --------- |
| Millor actriu | Adriana Ozores | Candidata |

Festival Internacional de Cinema de Mont-real
| Categoria                | Persona         | Resultat   |
| ------------------------ | --------------- | ---------- |
| Millor actriu            | Adriana Ozores  | Guanyadora |
| Gran Premi des Amériques | Gerardo Herrero | Candidat   |

Festival de Màlaga
| Categoria                          | Persona                | Resultat   |
| ---------------------------------- | ---------------------- | ---------- |
| Millor director (Biznaga de plata) | Gerardo Herrero        | Guanyador  |
| Biznaga d'or                       | Gerardo Herrero        | Candidat   |
| Millor guió (Biznaga de plata)     | Ángeles González Sinde | Guanyadora |